# Wesmaelius
Wesmaelius är ett släkte av insekter som beskrevs av Krüger 1922. Wesmaelius ingår i familjen florsländor.

## Bildgalleri

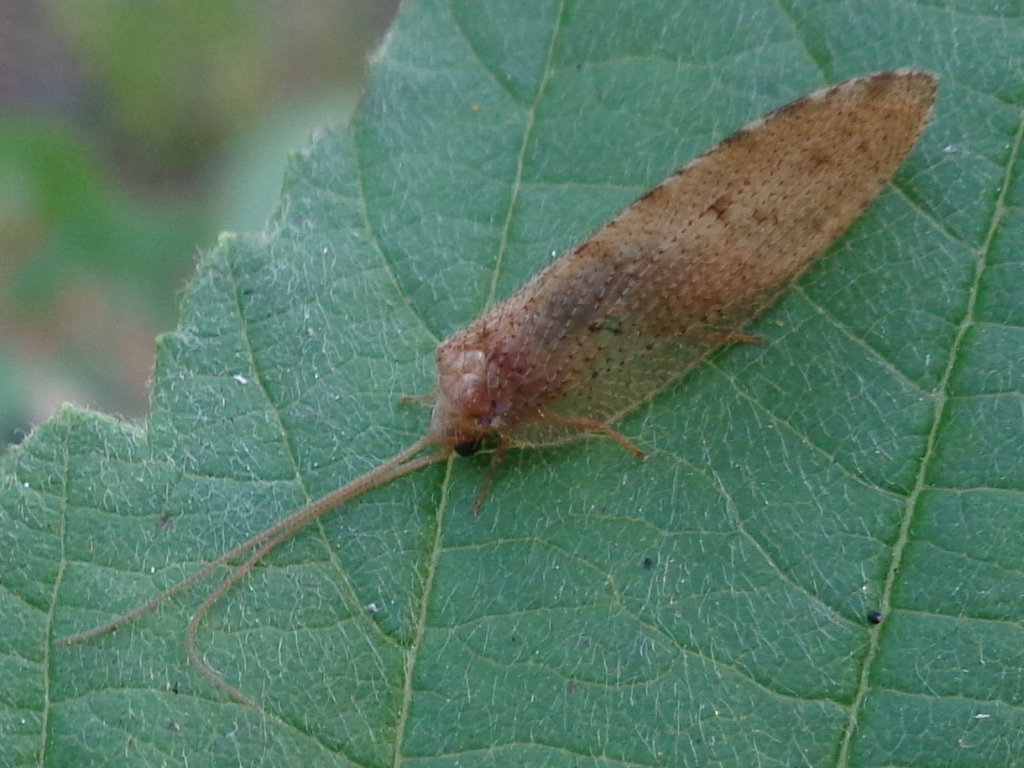
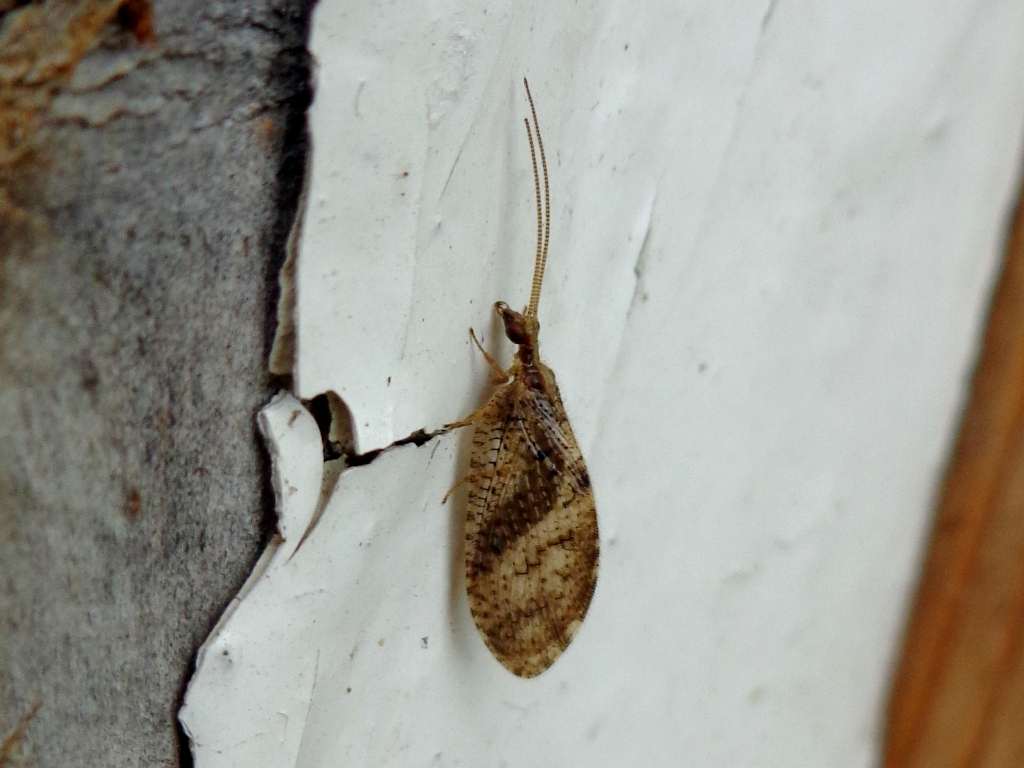

## Dottertaxa tillWesmaelius, i alfabetisk ordning[1][2]
- Wesmaelius altissimus
- Wesmaelius asiaticus
- Wesmaelius baikalensis
- Wesmaelius balticus
- Wesmaelius barnardi
- Wesmaelius bihamitus
- Wesmaelius brunneus
- Wesmaelius coloradensis
- Wesmaelius concinnus
- Wesmaelius conspurcatus
- Wesmaelius constrictus
- Wesmaelius cunctatus
- Wesmaelius davidicus
- Wesmaelius exoticus
- Wesmaelius fassnidgei
- Wesmaelius fulvus
- Wesmaelius fumatus
- Wesmaelius fumosus
- Wesmaelius furcatus
- Wesmaelius geyri
- Wesmaelius hani
- Wesmaelius helveticus
- Wesmaelius involutus
- Wesmaelius kaszabi
- Wesmaelius koreanus
- Wesmaelius lateralis
- Wesmaelius lindbergi
- Wesmaelius longifrons
- Wesmaelius longipennis
- Wesmaelius magnus
- Wesmaelius majusculus
- Wesmaelius malladai
- Wesmaelius mortoni
- Wesmaelius navasi
- Wesmaelius nervosus
- Wesmaelius nubilus
- Wesmaelius obscuratus
- Wesmaelius ogatai
- Wesmaelius persimilis
- Wesmaelius pinincolus
- Wesmaelius posticatus
- Wesmaelius praenubilus
- Wesmaelius pretiosus
- Wesmaelius quadrifasciatus
- Wesmaelius quettanus
- Wesmaelius ravus
- Wesmaelius reisseri
- Wesmaelius saudiarabicus
- Wesmaelius schwarzi
- Wesmaelius subnebulosus
- Wesmaelius sufuensis
- Wesmaelius tjederi
- Wesmaelius transsylvanicus
- Wesmaelius trivenulatus
- Wesmaelius tuofenganus
- Wesmaelius ulingensis
- Wesmaelius vaillanti
- Wesmaelius vartianae
- Wesmaelius yemenicus
- Wesmaelius yukonensis
- Wesmaelius zhiltzovae